# Alf Erling Porsild
Alf Erling Porsild, född 17 januari 1901 i Köpenhamn, död 13 november 1977 i Wien, var en dansk-kanadensisk botaniker, son till Morten Pedersen Porsild. Porsild var ledande i utforskningen av den arktiska floran, och han skrev arbeten om floran i Kanada, Klippiga bergen, Grönland och Alaska.
Auktorsnamnet A.E.Porsild kan användas för Alf Erling Porsild i samband med ett vetenskapligt namn inom botaniken; se Wikipediaartiklar som länkar till auktorsnamnet.